# Parancistrolepis
Parancistrolepis is een geslacht van weekdieren uit de klasse van de Gastropoda (slakken).

## Soort
- Parancistrolepis fujitai (Kuroda, 1931)